# قائمة رؤساء الحاخامات في إيران
القائمة التالية «قائمة رؤساء الحاخامات إيران» تعطي معلومات بما يتعلق في الحاخام الأكبر للأغلبية السائدة لمجتمع اليهود الفرس الأرثوذكس في إيران. الحاخام الأكبر أيضاً هو الزعيم الروحي العالمي ليهود الفرس